# Gareth Rees
Gareth Lloyd Rees (Duncan, 30 giugno 1967) è un dirigente sportivo, ex rugbista a 15, allenatore di rugby a 15, docente e imprenditore canadese, al 2018 secondo miglior marcatore internazionale per il suo Paese con 491 punti realizzati tra il 1986 e il 1999; è l'unico giocatore ad avere preso parte alle prime quattro edizioni della Coppa del Mondo.
Dal 2011 fa parte della World Rugby Hall of Fame nonché, dal 2014, della Hall of Fame dello sport canadese; dal 2012 inoltre riveste ruoli dirigenziali in seno a Rugby Canada, la federazione nazionale.

## Biografia
Figlio di Alun Rees, rugbista gallese emigrato in Canada, Gareth Rees iniziò a praticare la disciplina in Columbia Britannica, per poi trascorrere un anno in Inghilterra per ragioni di studio nel 1985, venendo anche ammesso alle giovanili degli Wasps.
Con la formazione londinese esordì nel 1986 in finale di Coppa Anglo-Gallese, una sconfitta contro il Bath 17-25.
L'8 novembre di quello stesso anno esordì per il Canada a Tucson contro gli Stati Uniti, una vittoria 27-16 cui Rees contribuì con un drop, marcando quindi già al debutto.
L'anno successivo, tornato in patria, fu tra i convocati alla prima Coppa del Mondo in Australia e Nuova Zelanda, e fu presente anche quattro anni più tardi alla seconda edizione della Coppa in Inghilterra.
Tornato in Gran Bretagna, si specializzò in storia moderna al Keble College dell'Università di Oxford, per la cui squadra di rugby scese in campo in occasione del Varsity Match 1993 contro Cambridge contribuendo con 12 punti (3 piazzati e un drop) alla vittoria per 20-8 del suo ateneo.
Fu in campo anche nell'edizione seguente, vinta da Cambridge.
Durante gli studi fu ingaggiato dai gallesi del Newport, con cui realizzò in una stagione 398 punti, tuttora record per il club.
Alla Coppa del Mondo 1995 fu tra i protagonisti della nota Battaglia del Boet Erasmus, dal nome dell'omonimo stadio di Port Elizabeth in cui si tenne la partita contro i padroni di casa del Sudafrica coprotagonisti dell'incidente: a pochi minuti dalla fine dell'incontro, che gli Springbok conducevano, la fisicità delle due squadre sfociò in una rissa violenta, che causò tre espulsi, compreso lo stesso Rees, e cinque squalificati con sanzioni da uno a tre mesi dall'IRB.
Nel frattempo divenuto docente di storia a Eton, Rees lasciò l'insegnamento per divenire professionista negli Wasps, in cui aveva militato da dilettante undici anni prima, al termine di un breve soggiorno sportivo in Francia a Mérignac.
Partecipò nel 1999 alla sua quarta Coppa del Mondo consecutiva, unico rugbista ad avere preso parte a tutte le edizioni fino ad allora disputate e ad essere sceso in campo in ogni partita in cui la sua squadra era impegnata.
Al termine della competizione chiuse la sua carriera internazionale con 55 partite e 491 punti.
Dopo un breve intermezzo a Bedford fu agli Harlequins di Londra, con cui terminò la carriera.
Al suo attivo anche tre inviti, ancora in epoca dilettantistica, nella formazione dei Barbarians tra il 1993 e il 1994.
Dopo la fine dell'attività di giocatore rimase per un biennio in Inghilterra alla guida tecnica degli Wasps, poi tornato in Canada divenne presidente della federazione rugbistica nel 2002, anche se si dimise a metà mandato nel 2003; nel prosieguo del decennio fu allenatore della nazionale canadese alla Coppa del Mondo under-21 2005, commentatore sportivo e seguì la propria agenzia di organizzazione eventi.
Fu solo nel 2012 che tornò ad assumere un incarico federale, quello di direttore del programma maschile di alto livello.
Nel 2011 fu ammesso nella World Rugby Hall of Fame e tre anni più tardi fu il primo rugbista a entrare nella Canada's Sports Hall of Fame.